# Погребение
Погребение, также ингумация — размещение тела умершего человека в землю. 
Погребение осуществляется путём выкапывания могилы (траншеи), размещения в ней тела умершего и засыпании его грунтом.
Люди рода Homo начали хоронить в земле умерших не менее, чем 120 тысяч лет назад.

## История
Целенаправленное погребение умерших людей свидетельствует о существовании в ранних человеческих обществах идей о загробной жизни или о небезразличном (особом) отношении к умершим сородичам, которое крайне редко встречается у других животных.
Наиболее раннее погребение Homo sapiens, обнаруженное археологами в Африке, датируется 78,3±4,1 тысяч лет назад. Состояние могилы позволяет утверждать, что люди старались по ней не ходить.
В Европе и Передней Азии обнаружены погребения неандертальцев и других видов людей, сделанные около 120 тысяч лет назад.
Большинство обнаруженных ранних погребений — это могилы детей. Исходя из этого учёные предполагают, что особое отношение к умершим произошло от особо сильной эмоциональной привязанности родителей к детям.

## Погребение в религиях

### Христианство
Христиане чаще всего хоронят умерших в гробу, который в свою очередь опускается в могилу или гробницу в склепе. Православные христиане опускают гроб в могилу так, чтобы покойный лежал головой на запад и ногами на восток, следовательно, его лицо будет обращено на восток. Это знак ожидания наступления Второго пришествия Иисуса Христа, а также знак, что усопший идёт от заката (запада) жизни к вечности (востоку). Гроб опускают в могилу на полотенцах или верёвках. При опускании гроба также поётся Трисвятое. Эта песня ангелов символизирует переход умершего в ангельский мир. При христианском погребении не используется музыка, погребение представляет собой богослужебный обряд, в православном храме за богослужением музыка не употребляется. При погребении христианина все присутствующие христиане как правило держат в руках зажжённые свечи. Пение продолжается до тех пор, пока над могилой не вырастет холмик и цветы с венками не закроют его. Первым со словами: «Господня земля и исполнение ея, вселенныя и вси живущий на ней» — бросает землю священник, изображая при этом на крышке гроба крест. В отсутствие священника это может сделать кто-либо из благочестивых мирян, используя землю, благословленную священником в храме. 
Далее священник бросает землю на покойника до закрытия крышки гроба. Закрытый гроб опускают в могилу, священнослужитель поливает гроб елеем, посыпает его пеплом и зёрнами пшеницы, и землёй. Затем каждый, кто провожает умершего в последний путь, бросает в могилу свою горсть земли. Над могильным холмиком устанавливается крест, как символ Спасения. Крест ставится восьмиконечный, из любого материала, но обязательно правильной формы. Он устанавливается у ног покойного, Распятием к лицу усопшего, чтобы при воскресении из мёртвых, восстав из земли, христианин смог взирать на предвестие победы Христа над смертью, над дьяволом. Можно также установить любой памятник, главное, чтобы на нём было изображение православного креста. На могильный холм устанавливают венки, в центре — кладут цветы. Теперь все желают покойному Царствия Небесного и уходят поминать усопшего. Могилы христиан должны содержаться в чистоте и порядке, быть благоустроенными и ухоженными.
Особо регламентировались погребальные обряды лиц, причисленных к царской фамилии.

### Ислам
В исламе следуют обычаю как можно скорее похоронить умершего. Мусульманина хоронят в день смерти до захода солнца на ближайшем кладбище. Если человек умер ночью, то хоронят на следующий день и также до заката. Такая поспешность объясняется жарким климатом южных стран, откуда по свету пошёл ислам, затем правила были вписаны в шариат. До спуска тела в могилу его три раза приостанавливают у самой могилы, а перед самим спуском приподнимают как можно выше вверх — и тем самым как бы препоручают вышним силам. Когда умершего кладут на землю, голова его повёрнута в сторону киблы. В могилу тело опускается ногами вниз в сторону киблы. Когда в могилу опускают женщину, над ней держат покрывало, чтобы мужчины не смотрели на её саван. У могилы собираются исключительно мужчины, женщины оплакивают дома. Опускают тело в могилу только мужчины (обычно родственники) даже если это тело женщины. В могилу бросают горсть земли, говоря на арабском языке айят из Корана (2:156): «Все мы принадлежим Богу и возвращаемся к Нему». Засыпанная землёй могила обычно возвышается в виде холмика над уровнем земли на четыре пальца. Затем могилу поливают водой, семь раз бросают на неё по горсти земли и читают молитву айят из Корана (20:55): «Из Него мы сотворили вас и в Него возвращаем вас, из Него изведём вас в другой раз».
С погребальным обрядом связано чтение аятов из Корана. Согласно завету пророка Мухаммеда, читается сура «Аль-Мульк», которая сопровождается многочисленными просьбами, обращёнными к Аллаху Всевышнему, чтобы Он смилостивился над покойником. В молитвах, особенно после похорон, чаще всего упоминается имя умершего, причём о нём говорится только хорошее. Необходимы молитвы, просьбы к Аллаху, так как в первый же день (ночь) в могиле появляются ангелы Мункар и Накир, которые начинают «допрос» покойного, и молитвы должны способствовать облегчению его положения перед «подземным судом».
Могила сооружается по-разному, в зависимости от рельефа местности, в которой живут мусульмане. Шариат требует хоронить тело таким образом, чтобы не ощущался запах, и хищники не могли бы вытащить его. Шариат не запрещает оплакивания умершего, однако строго запрещается делать это громко. Пророк сказал, что умерший мучается, когда его семья оплакивает его.

### Иудаизм
В иудаизме погребение должно состояться вскоре после смерти (обычно в течение суток), так как считается, что душа возвращается к Богу, и тело должно быть возвращено в землю как можно скорее. Нельзя оставлять покойника на ночь, за исключением смерти в субботу или праздник. Быстрые похороны защищают умершего от позора (разложения его тела у всех на глазах). Это также помогает родственникам умершего осознать реальность смерти и быстрее оправиться от утраты. Похороны запрещены во время Шаббата и праздника. Во время похорон в доме умершего читают псалмы и молитвы. Тело покойного при этом не должно оставаться в одиночестве.
Друзья, удостоенные чести нести гроб,  должны остановиться семь раз на дороге, ведущей к месту погребения. В синагоге церемония похорон не проходит, так как она считается домом живых. На кладбище гроб опускается в могилу так, чтобы ноги лежали на Восток. Каждый человек, присутствующий на похоронах, должен опустить три лопаты с землёй в погребальную яму и произнести при этом: «Да упокоится его (её) душа с миром». Лопата не передаётся из рук в руки следующему участнику похорон, а втыкается в землю, чтобы избежать «передачи смерти». Каждый бросает три горсти земли, потом зачитывают Кадиш.
После того, как тело скроется под землёй, члены семьи умершего совершают ритуал разрывания одежды. Они надрывают свою одежду, так, чтобы оголить сердце. Женщины не совершают этот обычай из скромности или только немного надрывают верхнюю одежду. Этот обычай призван дать выход эмоциям, чтобы родственники быстрее оправились от потери. Все участники похорон дожидаются момента, когда могила будет полностью засыпана землёй. Похоронная проповедь произносится раввином. После похорон все моют руки, что является символом очищения, не вытирая их, чтобы символически остаться с усопшим и его семьёй. Похороны в иудаизме обычно обходятся без цветов.

## Положение тела
Тело может быть погребено в нескольких различных позициях. Христиане кладут тело на спину со сложенными на груди или вытянутыми вдоль тела руками. Глаза и рот закрыты. В исламе мёртвого хоронят так, чтобы его лицо было обращено к Мекке. При массовых захоронениях тела могут быть расположены произвольно. Это может быть признаком неуважения к умершим, спешки или нехватки мест.

## Погребение заживо
Погребение заживо — способ смертной казни, убийства или пытки, а также возможный результат несчастного случая (например, при обрушении зданий, авариях в шахтах и т. п.), когда живой человек оказывается погребён под слоем земли, обломков и т. п. Кроме того, возможно ошибочное погребение заживо (похороны живого человека, ошибочно считаемого мёртвым, — к примеру, находящегося в состоянии летаргического сна). Страх быть погребённым заживо (тафофобия) является одной из распространённых человеческих фобий. По российскому законодательству умышленное погребение заживо, приведшее к смерти, квалифицируется как убийство, совершённое с особой жестокостью.
Как способ смертной казни известно в Древнем Риме. К примеру, весталка, нарушившая обет девственности, погребалась заживо с запасом пищи и воды на один день (что не имело особого смысла, так как смерть обычно наступает от удушья в течение нескольких часов). Путём погребения заживо были казнены многие христианские мученики. В 945 году княгиня Ольга приказала закопать живьём древлянских послов вместе с их ладьёй. В средневековой Италии заживо хоронили нераскаявшихся убийц. В Запорожской Сечи убийцу хоронили заживо в одном гробу с его жертвой.
Вариант казни — закапывание человека в землю по шею, обрекающее на медленную смерть от голода и жажды. В России в XVII — начале XVIII века заживо закапывали в землю по шею женщин, убивших своих мужей. Именно с этого эпизода начинается повесть А. Чапыгина «Разин Степан».
По сведениям харьковского музея Холокоста, подобный вид казни использовали нацисты по отношению к еврейскому населению СССР во время Великой Отечественной войны 1941—1945 годов.
Случайное погребение человека, находящегося без сознания или в летаргическом сне, встречалось довольно редко, и не всегда дело доходило до самого погребения. К примеру, в 1344 году итальянский поэт Франческо Петрарка впал в летаргию, был сочтён мёртвым и пролежал в таком состоянии 20 часов (причём, в соответствии с итальянскими законами того времени, умершего полагалось похоронить в течение суток после его смерти), после чего пришёл в себя, шокировав этим присутствовавших.
Считается, что при современном уровне медицины в развитых государствах ошибочное погребение заживо исключено полностью. Однако неоднократные случаи неверного установления смерти — как правило, вследствие ошибки обывателей или безграмотности врачей — зафиксированы и в наше время.